# Campionat d'Europa d'atletisme de 1994
El Campionat d'Europa d'atletisme de 1994 fou la setzena edició del Campionat d'Europa d'atletisme organitzat sota la supervisió de l'Associació Europea d'Atletisme. La competició es dugué a terme entre els dies 7 i 14 d'agost de 1994 a l'Estadi Olímpic de Hèlsinki (Finlàndia).

## Medallistes

### Categoria masculina
| Prova | Or                                                                          | Or       | Plata                                                                                     | Plata    | Bronze                                                                  | Bronze   |
| 100 m | Linford Christie · Gran Bretanya                                            | 10.14    | Geir Moen · Noruega                                                                       | 10.20    | Aleksandr Porkhomovskiy · Rússia                                        | 10.31    |
| 200 m | Geir Moen · Noruega                                                         | 20.30    | Vladyslav Dolohodin · Ucraïna                                                             | 20.47    | Patrick Stevens · Bèlgica                                               | 20.68    |
| 400 m | Du'aine Ladejo · Gran Bretanya                                              | 45.09    | Roger Black · Gran Bretanya                                                               | 45.20    | Matthias Rusterholz · Suïssa                                            | 45.96    |
| 800 m | Andrea Benvenuti · Itàlia                                                   | 1:46.12  | Vebjørn Rodal · Noruega                                                                   | 1:46.53  | Tomás de Teresa · Espanya                                               | 1:46.56  |
| 1500 m | Fermín Cacho · Espanya                                                      | 3:35.27  | Isaac Viciosa · Espanya                                                                   | 3:36.01  | Branko Zorko · Croàcia                                                  | 3:36.88  |
| 5000 m | Dieter Baumann · Alemanya                                                   | 13:36.93 | Robert Denmark · Gran Bretanya                                                            | 13:37.50 | Abel Antón · Espanya                                                    | 13:38.04 |
| 10.000 m | Abel Antón · Espanya                                                        | 28:06.03 | Vincent Rousseau · Bèlgica                                                                | 28:06.63 | Stéphane Franke · Alemanya                                              | 28:07.95 |
| 110 m. tanques | Colin Jackson · Gran Bretanya                                               | 13.08    | Florian Schwarthoff · Alemanya                                                            | 13.16    | Tony Jarrett · Gran Bretanya                                            | 13.23    |
| 400 m. tanques | Oleg Tverdokhleb · Ucraïna                                                  | 48.06    | Sven Nylander · Suècia                                                                    | 48.22    | Stéphane Diagana · França                                               | 48.23    |
| 3000 m. obstacles | Alessandro Lambruschini · Itàlia                                            | 8:28.68  | Angelo Carosi · Itàlia                                                                    | 8:29.81  | William Van Dijck · Bèlgica                                             | 8:30.93  |
| relleus 4x100 m. llisos | FrançaHermann Lomba · Eric Perrot · Jean-Charles Trouabal · Daniel Sangouma | 38.57    | UcraïnaSerhiy Osovych · Oleh Kramarenko · Dmytro Vanyayikin · Vladyslav Dolohodin         | 38.98    | ItàliaEzio Madonia · Domenico Nettis · Giorgio Marras · Sandro Floris   | 38.99    |
| relleus 4x400 m. llisos | Regne UnitDavid McKenzie · Roger Black · Brian Whittle · Du'aine Ladejo     | 2:59.13  | FrançaPierre-Marie Hilaire · Jacques Farraudiére · Jean-Louis Bannouli · Stéphane Diagana | 3:01.11  | RússiaMikhail Vdovin · Dmitriy Bey · Dmitriy Kosov · Dmitriy Golovastov | 3:03.10  |
| Marató | Martín Fiz · Espanya                                                        | 2:10:31  | Diego Garcia · Espanya                                                                    | 2:10:46  | Alberto Juzdado · Espanya                                               | 2:11:18  |
| 20 km. marxa | Mikhail Shchennikov · Rússia                                                | 1:18:45  | Yevgeniy Misyulya · Belarús                                                               | 1:19:22  | Valentí Massana · Espanya                                               | 1:20:33  |
| 50 km. marxa | Valeriy Spitsyn · Rússia                                                    | 3:41:07  | Thierry Toutain · França                                                                  | 3:43:52  | Giovanni Perricelli · Itàlia                                            | 3:43:55  |
| Salt d'alçada | Steinar Hoen · Noruega                                                      | 2.35     | Artur Partyka · Polònia · Steve Smith · Gran Bretanya                                     | 2.33     | no concedit                                                             |          |
| Salt amb perxa | Radion Gataullin · Rússia                                                   | 6.00     | Igor Trandenkov · Rússia                                                                  | 5.90     | Jean Galfione · França                                                  | 5.85     |
| Salt de llargada | Ivaylo Mladenov · Bulgària                                                  | 8.09     | Milan Gombala · República Txeca                                                           | 8.04     | Konstantinos Koukodimos · Grècia                                        | 8.01     |
| Triple salt | Denis Kapustin · Rússia                                                     | 17.62    | Serge Hélan · França                                                                      | 17.55    | Māris Bružiks · Letònia                                                 | 17.20    |
| Llançament de pes | Aleksandr Klimenko · Ucraïna                                                | 20.78    | Oleksandr Bagach · Ucraïna                                                                | 20.34    | Roman Virastyuk · Ucraïna                                               | 19.59    |
| Llançament de disc | Vladimir Dubrovshchik · Belarús                                             | 64.78    | Dmitriy Shevchenko · Rússia                                                               | 64.56    | Jürgen Schult · Alemanya                                                | 64.18    |
| Llançament de javelina | Steve Backley · Gran Bretanya                                               | 85.20    | Seppo Räty · Finlàndia                                                                    | 82.90    | Jan Železný · República Txeca                                           | 82.58    |
| Llançament de martell | Vasiliy Sidorenko · Rússia                                                  | 81.10    | Igor Astapkovich · Belarús                                                                | 80.40    | Heinz Weis · Alemanya                                                   | 78.48    |
| Decatló | Alain Blondel · França                                                      | 8453     | Henrik Dagård · Suècia                                                                    | 8362     | Lev Lobodin · Ucraïna                                                   | 8201     |
| AR Rècord del continent \| CR Rècord del campionat \| NR Rècord nacional \| OR Rècord olímpic \| PB/PR Millor marca personal/Rècord personal SB Millor marca personal de la temporada \| WL Millor marca mundial de l'any \| WR Rècord del món |                                                                             |          |                                                                                           |          |                                                                         |          |

### Categoria femenina
| Prova | Or                                                                         | Or       | Plata                                                                                     | Plata    | Bronze                                                                           | Bronze   |
| 100 m | Irina Privalova · Rússia                                                   | 11.02    | Zhanna Pintusevich · Ucraïna                                                              | 11.10    | Melanie Paschke · Alemanya                                                       | 11.28    |
| 200 m | Irina Privalova · Rússia                                                   | 22.32    | Zhanna Pintusevich · Ucraïna                                                              | 22.77    | Galina Malchugina · Rússia                                                       | 22.90    |
| 400 m | Marie-José Pérec · França                                                  | 50.33    | Svetlana Goncharenko · Rússia                                                             | 51.24    | Phylis Smith · Gran Bretanya                                                     | 51.30    |
| 800 m | Lyubov Gurina · Rússia                                                     | 1:58.55  | Natalya Dukhnova · Belarús                                                                | 1:58.55  | Lyudmila Rogachova · Rússia                                                      | 1:58.69  |
| 1500 m | Lyudmila Rogachova · Rússia                                                | 4:18.93  | Kelly Holmes · Gran Bretanya                                                              | 4:19.30  | Yekaterina Podkopayeva · Rússia                                                  | 4:19.37  |
| 3000 m | Sonia O'Sullivan · Ireland                                                 | 8:31.84  | Yvonne Murray · Gran Bretanya                                                             | 8:36.48  | Gabriela Szabo · Romania                                                         | 8:40.08  |
| 10.000 m | Fernanda Ribeiro · Portugal                                                | 31:08.75 | Conceição Ferreira · Portugal                                                             | 31:32.82 | Daria Nauer · Suïssa                                                             | 31:35.96 |
| 100 m. tanques | Svetla Dimitrova · Bulgària                                                | 12.72    | Yuliya Graudyn · Rússia                                                                   | 12.93    | Yordanka Donkova · Bulgària                                                      | 12.93    |
| 400 m. tanques | Sally Gunnell · Gran Bretanya                                              | 53.33    | Silvia Rieger · Alemanya                                                                  | 54.68    | Anna Knoroz · Rússia                                                             | 54.68    |
| relleus 4×100 m llisos | AlemanyaMelanie Paschke · Silke Knoll · Bettina Zipp · Silke Lichtenhagen  | 42.90    | RússiaNatalya Anisimova · Marina Trandenkova · Galina Malchugina · Irina Privalova        | 42.96    | BulgàriaDesislava Dimitrova · Svetla Dimitrova · Anelia Nuneva · Petya Pendareva | 43.00    |
| relleus 4×400 m llisos | FrançaFrancine Landre · Évelyne Élien · Viviane Dorsile · Marie-José Pérec | 3:22.34  | RússiaNatalya Khrushcheleva · Yelena Andreyeva · Tatyana Sacharova · Svetlana Goncharenko | 3:24.06  | AlemanyaKarin Janke · Heike Meißner · Uta Rohländer · Anja Rücker                | 3:24.10  |
| Marató | Manuela Machado · Portugal                                                 | 2: 29:54 | Maria Curatolo · Itàlia                                                                   | 2: 30:33 | Adriana Barbu · Romania                                                          | 2: 30:55 |
| 10 km. marxa | Sari Essayah · Finlàndia                                                   | 42:37    | Annarita Sidoti · Itàlia                                                                  | 42:43    | Yelena Nikolayeva · Rússia                                                       | 42:43    |
| Salt de llargada | Heike Drechsler · Alemanya                                                 | 7.14     | Inessa Kravets · Ucraïna                                                                  | 6.99     | Fiona May · Itàlia                                                               | 6.90     |
| Salt d'alçada | Britta Bilač · Eslovènia                                                   | 2.00     | Yelena Gulyayeva · Rússia                                                                 | 1.96     | Nelė Žilinskienė · Lituània                                                      | 1.93     |
| Triple salt | Anna Biryukova · Rússia                                                    | 14.89    | Inna Lasovskaya · Rússia                                                                  | 14.85    | Inessa Kravets · Ucraïna                                                         | 14.67    |
| Llançament de pes | Vita Pavlysh · Ucraïna                                                     | 19.61    | Astrid Kumbernuss · Alemanya                                                              | 19.49    | Svetla Mitkova · Bulgària                                                        | 19.45    |
| Llançament de disc | Ilke Wyludda · Alemanya                                                    | 68.72    | Ellina Zvereva · Belarús                                                                  | 64.46    | Mette Bergmann · Noruega                                                         | 64.34    |
| Llançament de javelina | Trine Hattestad · Noruega                                                  | 68.00    | Karen Forkel · Alemanya                                                                   | 66.10    | Felicia Moldovan · Romania                                                       | 64.34    |
| Heptatló | Sabine Braun · Alemanya                                                    | 6.419    | Rita Ináncsi · Hongria                                                                    | 6.404    | Urszula Włodarczyk · Polònia                                                     | 6.322    |
| AR Rècord del continent \| CR Rècord del campionat \| NR Rècord nacional \| OR Rècord olímpic \| PB/PR Millor marca personal/Rècord personal SB Millor marca personal de la temporada \| WL Millor marca mundial de l'any \| WR Rècord del món |                                                                            |          |                                                                                           |          |                                                                                  |          |

## Medaller
Seu
| Posició | País            | Or | Plata | Bronze | Total |
| 1       | Rússia          | 10 | 8     | 7      | 25    |
| 2       | Gran Bretanya   | 6  | 5     | 2      | 13    |
| 3       | Alemanya        | 5  | 4     | 5      | 14    |
| 4       | França          | 4  | 3     | 2      | 9     |
| 5       | Ucraïna         | 3  | 6     | 3      | 12    |
| 6       | Espanya         | 3  | 2     | 4      | 9     |
| 7       | Noruega         | 3  | 2     | 1      | 6     |
| 8       | Itàlia          | 2  | 3     | 3      | 8     |
| 9       | Portugal        | 2  | 1     | 0      | 3     |
| 10      | Bulgària        | 2  | 0     | 3      | 5     |
| 11      | Belarús         | 1  | 4     | 0      | 5     |
| 12      | Finlàndia       | 1  | 1     | 0      | 2     |
| 13      | Eslovènia       | 1  | 0     | 0      | 1     |
| 13      | Irlanda         | 1  | 0     | 0      | 1     |
| 15      | Suècia          | 0  | 2     | 0      | 2     |
| 16      | Bèlgica         | 0  | 1     | 2      | 3     |
| 17      | Polònia         | 0  | 1     | 1      | 2     |
| 17      | República Txeca | 0  | 1     | 1      | 2     |
| 19      | Hongria         | 0  | 1     | 0      | 1     |
| 20      | Romania         | 0  | 0     | 3      | 3     |
| 21      | Suïssa          | 0  | 0     | 2      | 2     |
| 22      | Grècia          | 0  | 0     | 1      | 1     |
| 22      | Croàcia         | 0  | 0     | 1      | 1     |
| 22      | Letònia         | 0  | 0     | 1      | 1     |
| 22      | Lituània        | 0  | 0     | 1      | 1     |
|         | Total           | 44 | 45    | 43     | 132   |

## Participants
Hi participaren un total de 1113 atletes de 44 nacions diferents.
| - Albània (1) - Alemanya (101) - Armènia (1) - Àustria (12) - Belarús (37) - Bèlgica (13) - Bòsnia i Hercegovina (2) - Bulgària (21) - Croàcia (4) - República Txeca (23) - Dinamarca (12) | - Eslovàquia (11) - Eslovènia (7) - Espanya (58) - Estònia (17) - Finlàndia (85) - França (78) - Geòrgia (2) - Grècia (18) - Hongria (27) - Islàndia (6) - Irlanda (21) | - Israel (6) - Itàlia (73) - Iugoslàvia (8) - Letònia (11) - Liechtenstein (1) - Lituània (11) - Luxemburg (1) - Moldàvia (6) - Noruega (32) - Països Baixos (23) - Polònia (37) | - Portugal (25) - Regne Unit (90) - Malta (1) - Romania (22) - Rússia (96) - Suècia (45) - Suïssa (28) - Turquia (6) - Ucraïna (39) - Xipre (7) |